# ルトランカード
ルトランカードは、京浜急行電鉄が発売していた乗車カード。カード名はフランス語の"le train"（列車）に由来する。

## （初代）ルトランカード
- 1994年4月1日に京浜急行電鉄の自動改札に直接投入できるストアードフェアシステム対応カードとして発売を開始した。
- 初代のルトランカードは阪急ラガールカードを参考とし、ほぼ同一システムとなっており初乗り運賃の前引きを行わない。前引きのあるイオカードとは違う取り扱いとなった。
- 参考にしたラガールカードの名称の由来は同じくフランス語の"la gare"（駅）である。
- 印字面はイオカードとは異なり酸化錫膜破壊方式を採用し、鏡の様な銀色で発売駅、金額、駅名、等が印刷発行され、20回分の印字スペースがある。
- 2001年9月30日に自動改札、券売機のパスネット対応完了にともない、初代のルトランカードの発売を終了し、翌2002年9月30日で自動改札機等での使用が終了し、以降は使用できなくなった。現在泉岳寺駅を除く京急線内の各駅に置いて全額払戻が行われている（開始当初、未使用分のカードについてはパスネット対応カードへの取り替えも行われていたが、現在では払戻のみの取り扱いとなっている。なお、後述のパスネットカード払戻し受付終了時期に合わせ、旧式ルトランカードにおける払戻し受付は2018年1月31日をもって終了した。[1]）

## （パスネット対応）ルトランカード
- 2000年12月20日に関東の私鉄・地下鉄で使用できるパスネット開始に伴い、パスネット・自動改札機対応のパスネットカードの発売を開始した。
  - 本来はシステム一斉変更が間に合わないため2001年に導入予定であったが、京急空港線の利用者増加に伴い年内に前倒しでの導入となった。
  - この影響で当初は自動改札の一部をパスネット対応の新型に入れ替えただけの暫定対応だったので（初代）ルトランカードの発売も暫く継続された。このため、パスネット導入当初のパスネット対応カードには名称の設定が無く、パスネットカードとして発売された。
- （初代）ルトランカードの利用終了を受けて、パスネット対応カードにルトランカードの名称とロゴを引き継いだが、後年券売機で発売されていたパスネットカードにはルトランカードの表記がない。

## PASMO導入
2007年3月18日にパスネット・バス共通カードの導入事業者がJR東日本の「Suica」と相互利用できるICカード「PASMO」が導入されたため、その引き換えとしてルトランカードの発売の終了を予定していたが、当分の間発売を継続した。
PASMOの普及に伴い、2008年1月10日の終電をもって「パスネット」表記のあるルトランカードを含むパスネットカードの販売が導入全社局で終了し、2008年3月14日の終電をもってパスネットカードは自動改札機での利用ができなくなった。なお、残額のあるカードは同年3月15日以降無手数料での払い戻しや、PASMOへの残額の移行を行っているほか、自動券売機での切符の購入や、自動精算機・有人改札での精算には引き続き利用できる。
その後、利用状況の減少・PASMOへの代替が進んだことに鑑み、「パスネット」表記のあるルトランカードの券売機等での利用を2015年3月31日をもって終了すると共に、払い戻しの取り扱いを資金決済に関する法律に基づいて2018年1月31日をもって終了する。